# Добжинь-над-Вислон (гмина)
Добжинь-над-Вислон (пол. Dobrzyń nad Wisłą) — гмина (волость) в Польше, входит как административная единица в Липновский повет, Куявско-Поморское воеводство. Население — 7906 человек (на 2008 год).

## Сельские округа
1. Бахожево
2. Вежница
3. Дыблин
4. Глево
5. Глувчин
6. Гроховальск
7. Збышево
8. Каменица
9. Киселево
10. Кохонь
11. Кремпа
12. Кройчин
13. Лене-Вельке
14. Михалково
15. Моково
16. Мокувко
17. Пломяны
18. Рушково
19. Страхонь
20. Стружево
21. Шпегово
22. Тулибово
23. Халин
24. Халин-Колёня

## Соседние гмины
1. Гмина Брудзень-Дужы
2. Гмина Вельге
3. Гмина Влоцлавек
4. Гмина Фабянки
5. Гмина Тлухово